# Welsche Kirche

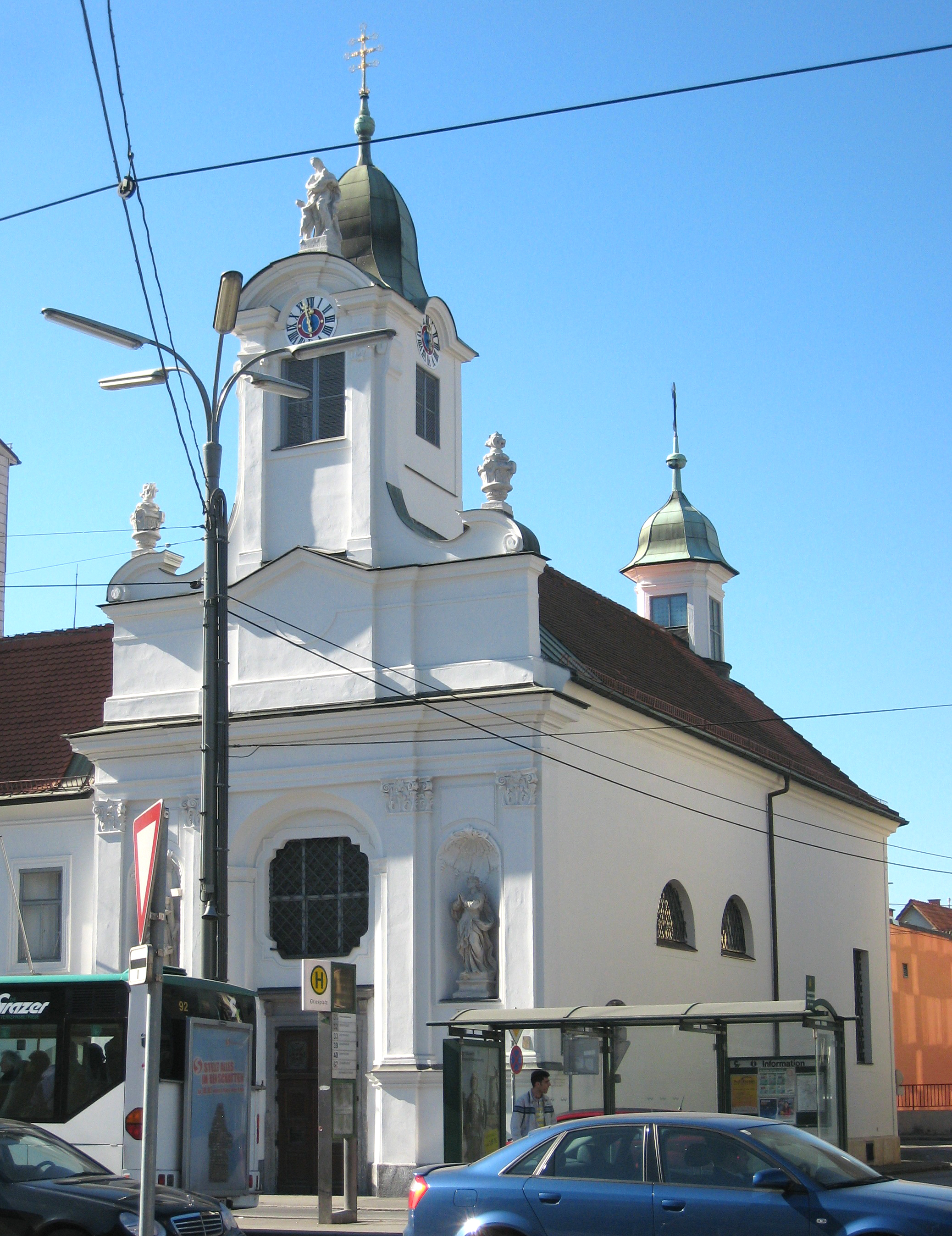
Welsche Kirche am Grazer Griesplatz

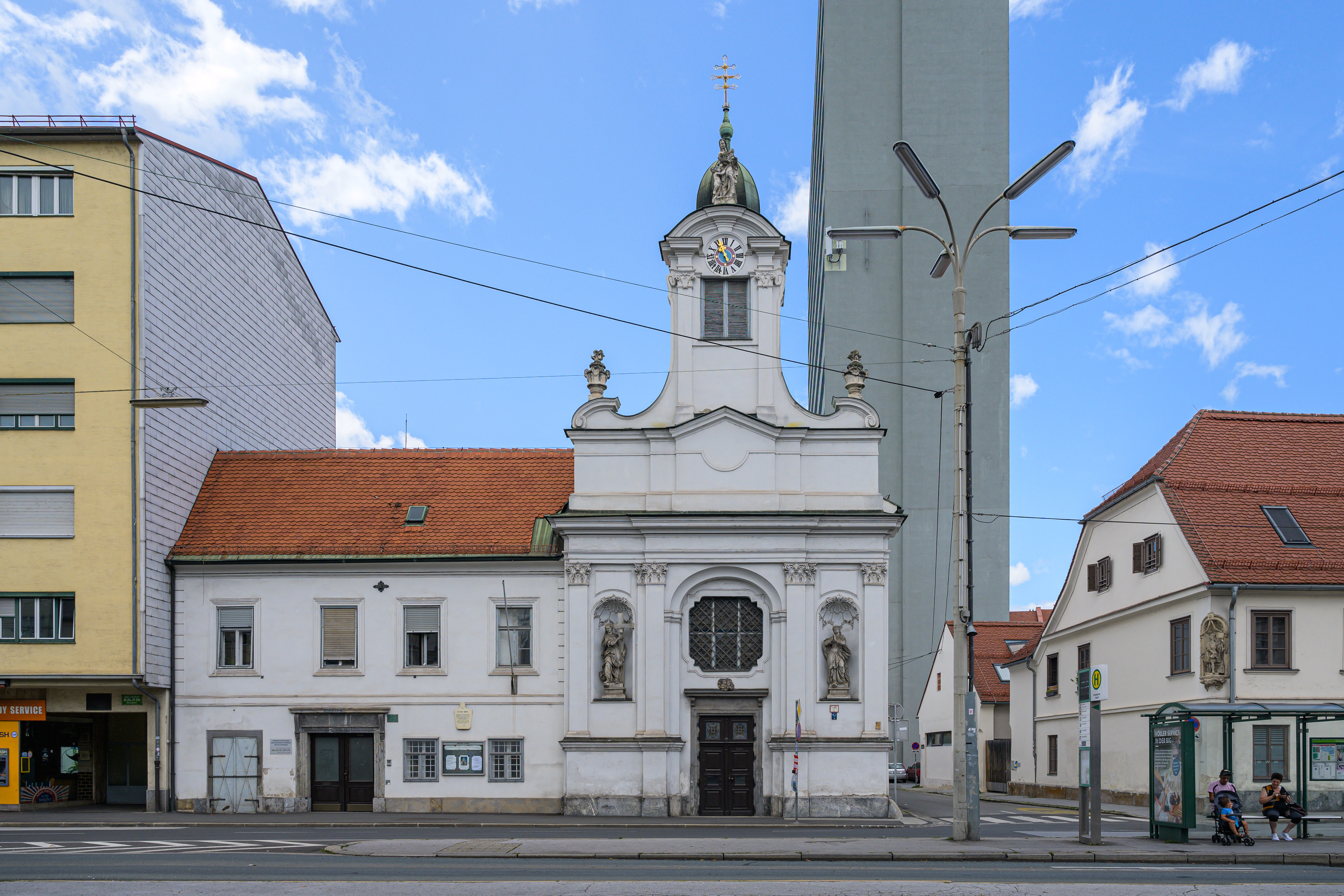
Welsche Kirche 2023

Die Welsche Kirche ist eine römisch-katholische Kirche im 5. Grazer Stadtbezirk Gries. Sie ist heute die Lokalkaplanei Graz-Welsche Kirche Hl. Franz de Paula, die der Pfarre Graz-St. Andrä unterstellt ist und zum Dekanat Graz-Mitte der Stadtkirche Graz gehört.

## Geschichte
Im Jahr 1717 stellte die Bruderschaft der italienischen Baumeister, Maler, Bildhauer und Stuckateure den Antrag zur Errichtung einer eigenen Kirche am Gries. Insgesamt zählten 168 Familien zu den Mitgliedern der Bruderschaft mit einem Anteil an etwa einem Drittel sympathisierender adeliger Steirer, die den Antrag unterstützten. Die Italiener wurden von der einheimischen Bevölkerung „die Welschen“ genannt. Deshalb wurde die dem heiligen Franz von Paola geweihte Kirche so genannt. Baumeister der barocken Welschen Kirche, die 1725 vollendet wurde, war Joseph Carlone. Die Bauzeit betrug vier Jahre. Josef Hueber, Carlones Nachfolger und Ehemann von Carlones Witwe fügte 1745/46 die heute bestehende Fassade mit Turm und den Dachreiter hinzu.
1964 wurde die Pfarrgemeinde als Lokalkaplanei installiert.

## Gestaltung
An der dem Griesplatz zugewandten Seite schmücken die Sandsteinfiguren Glaube, Hoffnung und Liebe die Fassade. Turm und Dachreiter schließen glockenförmige Turmhauben ab.
Der Innenraum besteht aus einem Saalbau mit einem rechteckigen Presbyterium. Am dominanten Hochaltar befindet sich eine aufwändige Stuckdekoration des Künstlers Carlo Federigo Formentini. Franz Karl Remp schuf die Mitteltafel, welche den Kirchenpatron, den Erzengel Michael und Engelputten darstellt. Im Altarraum stehen Figuren der Heiligen Florian, Sebastian, Johannes Baptist und Donatus. Im Altaraufsatz wird die Darstellung Gottvaters von Engeln umringt.
Die beiden Seitenaltäre stammen aus der aufgelassenen Klarissinnenkirche im Paradeis und fügen sich harmonisch in den Innenraum. Am linken Seitenaltar befindet sich eine Darstellung der Kreuzigung Christi und als Oberbild die Stigmatisierung des heiligen Franz von Assisi. Der rechte Seitenaltar zeigt den Tod des heiligen Josef, und im Oberbild die Heilige Anna Maria lesen lehrend um 1770 von Martin Johann Schmidt. Außerdem gibt es eine Abbildung der Maria im Ährenkleid.

## Orgel
Die Orgel wurde 1843 von dem Orgelbauer Alois Hörbiger erbaut. Das Instrument hat 16 Register, verteilt auf ein Manualwerk und Pedalwerk. Die Spiel- und Registertrakturen sind mechanisch.
| Manualwerk C–f3 |            |    |
| 1.              | Principal  | 8′ |
| 2.              | Principal  | 8′ |
| 3.              | Gedackt    | 8′ |
| 4.              | Salicional | 8′ |
| 5.              | Octav      | 4′ |
| 6.              | Rohrflöte  | 4′ |

| (Fortsetzung) |             |       |
| 7.            | Nasard      | 2 ⁄3′ |
| 8.            | Superoctave | 2′    |
| 9.            | Spitzflöte  | 2′    |
| 10.           | Larigot     | 1 ⁄3′ |
| 11.           | Cymbel II   |       |

| Pedalwerk C–c1 |            |        |
| 12.            | Untersatz  | 16′    |
| 13.            | Octavbass  | 8′     |
| 14.            | Quintbass  | 5 1⁄3′ |
| 15.            | Choralbass | 4′     |
| 16.            | Mixtur III | 2′     |

- Koppel: Manualwerk/Pedal